# Cacia suturevittata
Cacia suturevittata är en skalbaggsart som beskrevs av Stefan von Breuning 1962. Cacia suturevittata ingår i släktet Cacia och familjen långhorningar.
Artens utbredningsområde är Laos. Inga underarter finns listade.